# Люкс (Кот-д’Ор)
Люкс (фр. Lux) — коммуна во Франции, находится в регионе Бургундия. Департамент коммуны — Кот-д’Ор. Входит в состав кантона И-сюр-Тий. Округ коммуны — Дижон.
Код INSEE коммуны — 21361.

## Население
Население коммуны на 2010 год составляло 519 человек.
| 1962 | 1968 | 1975 | 1982 | 1990 | 1999 | 2010 |
| ---- | ---- | ---- | ---- | ---- | ---- | ---- |
| 406  | 389  | 415  | 435  | 468  | 502  | 519  |

## Экономика
В 2010 году среди 318 человек трудоспособного возраста (15—64 лет) 249 были экономически активными, 69 — неактивными (показатель активности — 78,3 %, в 1999 году было 75,5 %). Из 249 активных жителей работали 238 человек (117 мужчин и 121 женщина), безработных было 11 (5 мужчин и 6 женщин). Среди 69 неактивных 14 человек были учениками или студентами, 29 — пенсионерами, 26 были неактивными по другим причинам.